# Kloster Bodbe

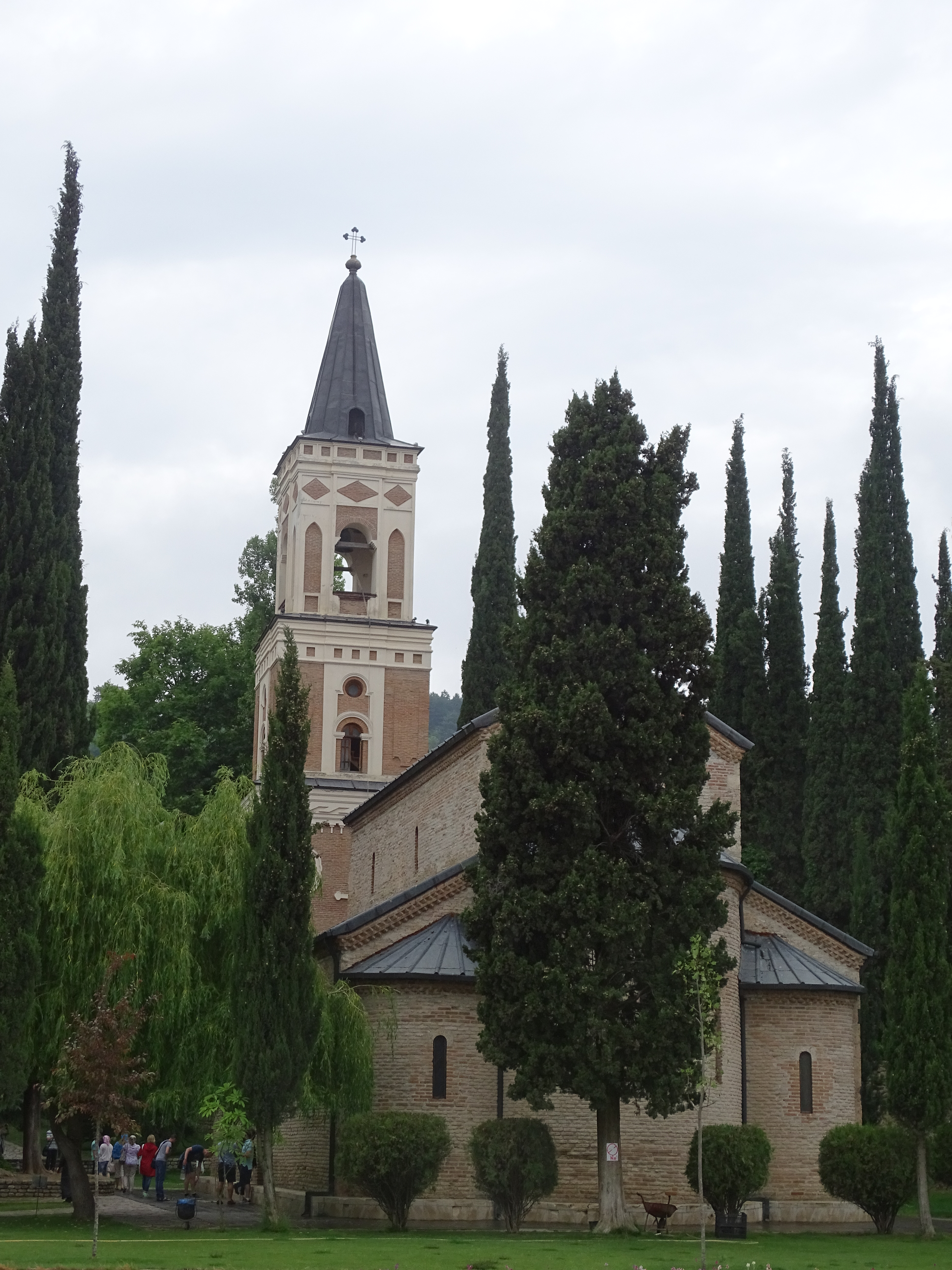
Kloster Bodbe

Kloster Bodbe (georgisch ბოდბის წმინდა გიორგის მონასტერი, bodbis ts’minda giorgis monasteri) ist ein Kloster in der georgischen Region Kachetien, in der Munizipalität Sighnaghi. Das Frauenkloster liegt 2 km entfernt von der Kleinstadt Sighnaghi in der Region Kachetien. Nach der Überlieferung wurde das Kloster dort errichtet, wo die heilige Nino begraben wurde.
2018 zählte die Gemeinschaft rund 40 Nonnen.

Auf dem Gelände wurde in den letzten Jahren eine neue Kirche gebaut.